# Herminia minoralis
Herminia minoralis är en fjärilsart som beskrevs av Smith 1895. Herminia minoralis ingår i släktet Herminia och familjen nattflyn. Inga underarter finns listade i Catalogue of Life.